# Albert De Roocker
Albert Louis De Roocker (ur. 25 stycznia 1904 w Dendermonde, zm. 8 marca 1989 w Lebbeke) – belgijski florecista, srebrny medalista olimpijski.
Na igrzyskach olimpijskich w Paryżu w 1924 roku Belgowie w składzie: Désiré Beaurain, Charles Crahay, Fernand de Montigny, Maurice Van Damme, Marcel Berré i Albert De Roocker zdobyli srebrny medal we florecie drużynowym. Indywidualnie nie startował. Brał też udział w igrzyskach olimpijskich w Amsterdamie w 1928 roku, gdzie był czwarty w turnieju drużynowym. W zawodach indywidualnych dotarł do półfinałów, jednak wycofał się z rywalizacji.
Nie zdobył medalu mistrzostw świata.